# David Marston Clough
David Marston Clough, född 27 december 1846 i Lyme, New Hampshire, död 28 augusti 1924 i Everett, Washington, var en amerikansk republikansk politiker. Han var Minnesotas viceguvernör 1893–1895 och därefter guvernör 1895–1899.
Clough var verksam som affärsman inom timmerbranschen. Mellan 1887 och 1891 satt han i Minnesotas senat.
Clough efterträdde 1893 Gideon S. Ives som Minnesotas viceguvernör och efterträddes 1895 av Frank A. Day. Därefter efterträdde han Knute Nelson i guvernörsämbetet som han innehade fram till 1899 då han efterträddes av John Lind.
Clough avled 1924 och gravsattes på Evergreen Cemetery i Everett.